# Trần Hiểu Húc
Trần Hiểu Húc (29 tháng 10 năm 1965- 13 tháng 5 năm 2007), là nữ diễn viên Trung Quốc. Cô đã vào vai Lâm Đại Ngọc trong phim truyền hình Hồng Lâu Mộng (năm 1987) và biến nó trở thành vai diễn biểu tượng và không thể thay thế trên màn ảnh.

## Tiểu sử
Cô sinh tại huyện An Sơn, Liêu Ninh ngày 29 tháng 10 năm 1965, pháp hiệu Thích Diệu Chân.
Năm 1979, Trần Hiểu Húc gia nhập Đoàn kịch nói Yên Sơn. Từ năm 1985 đến năm 1987, Trần Hiểu Húc tham gia đoàn làm phim Hồng Lâu Mộng, một loạt phim truyền hình của CCTV với vai diễn Lâm Đại Ngọc và trở nên nổi tiếng.
Năm 1988, Trần Hiểu Húc tham gia đoàn làm phim Gia Xuân Thu của Đài Truyền hình Thượng Hải với vai diễn Mai biểu thư.
Từ năm 1989 đến năm 1991, Trần Hiểu Húc là diễn viên Đoàn ca vũ chiến hữu quân khu Bắc Kinh. Từ 1991 đến 1993, Trần Hiểu Húc sáng lập Công ty Trách nhiệm hữu hạn quảng cáo quốc tế Trường Thành.
Năm 1998, Trần Hiểu Húc sáng lập Công ty Trách nhiệm hữu hạn phát triển văn hoá Thế Bang Bắc Kinh và làm tổng giám đốc. Thế Bang trở thành tập đoàn hàng đầu của ngành công nghiệp quảng cáo Trung Quốc với doanh thu hàng năm lên tới 200 triệu nhân dân tệ. Đến năm 1999, bà đã có tên trong danh sách sách các triệu phú trẻ của Trung Quốc.
Năm 2004, Trần Hiểu Húc được bình chọn là một trong 30 nữ doanh nhân xuất sắc nhất trong làng quảng cáo Trung Quốc.
Ngày 23 tháng 2 năm 2007, Trần Hiểu Húc xuống tóc đi tu tại Bách Quốc Hưng Long Tự (Trường Xuân, Cát Lâm), với pháp hiệu Diệu Chân, ngày 8 tháng 3 chồng cô là Hác Đồng cũng xuất gia tại Thâm Quyến.
Vào 18 giờ 57 phút ngày 13 tháng 5, Trần Hiểu Húc qua đời vì ung thư vú tại Thâm Quyến.
Vào 12 giờ trưa ngày 17 tháng 5, thi hài Trần Hiểu Húc được hoả táng tại Thâm Quyến. Ngày 16 tháng 5, gia đình đã theo di nguyện của Trần Hiểu Húc sáng lập Quỹ từ thiện Trần Hiểu Húc và thu được 50 triệu nhân dân tệ. Quỹ được dùng để trợ giúp sinh viên nghèo, bệnh nhân không đủ tiền chữa trị...